# Marie Polly Cuninghame
Marie Polly Cuninghame, även känd som Polly de Heus, född 1785, död 1837, var en holländsk balettdansös. 
Föräldrarna är okända: modern tros ha varit fransyska, fadern holländare av skotskt ursprung. Gift 1807 med Hendricus de Heus (1763-1836), tillverkare. 
Hon debuterade i Paris 1798 och var 1801-1823 verksam på Amsterdamse Schouwburg. Hon räknades som den kanske främsta dansösen i Nederländerna under sin tid och kallades "den mest perfekta artisten i Amsterdam" : år 1809 fick hon en exempellös lön på fyra tusen gulden årligen, endast överträffad av scenens största stjärna Johanna Wattier. Hon var särskilt känd för sina piruetter. 